# Andrew Uwe
Andrew Uwe (12 ottobre 1967) è un ex calciatore nigeriano, di ruolo difensore.

## Carriera

### Club
Ha giocato nel campionato nigeriano, belga e tedesco.

### Nazionale
Con la Nazionale nigeriana ha partecipato alla coppa d'Africa nel 1988 e nel 1990, giungendo in entrambi i casi al secondo posto.

## Palmarès

### Club

#### Competizioni nazionali
- Campionato nigeriano: 2

Heartland: 1988, 1989
- Coppa di Nigeria: 1

Heartland: 1988
- Fußball-Regionalliga: 1

Oldenburg: 1995-1996